# Joan Baptista Ambròs i Vilà
Joan Baptista Ambròs i Vilà (Mataró, 20 de març del 1848 – Caldes de Montbui, 24 de desembre del 1922). Sacerdot escolapi català. Autor de llibres escolars

## Biografia
Va realitzar l'ensenyament primàri i secundari a l'Escola Pia Santa Anna de Mataró de Mataró, població en la qual vestí la sotana escolàpia el 15 de juliol de 1865. Va fer el noviciat a Sabadell i estudià filosofia i teologia a Moià, on va fer professió solemne el 8 de maig de 1870. Dos anys després va ser enviat a Cuba i residí en el col·legi de Camagüey de 1872 a 1882, on ensenyà principalment geografia, història i francès. Tornà a Catalunya i va ser destinat successivament als col·legi dels escolapis de Sant Antoni de Barcelona, al de Sabadell i al de Mataró. El 1899 va ser nomenat rector del col·legi de Vilanova i la Geltrú, càrrec al qual va renunciar el 1902 en ser nomenat Secretari i Assistent Provincial. El Pare Provincial Antoni Mirats li encarregà la visita canònica a Cuba amb la intenció de buscar la fórmula perquè les dues cases que allà hi havia formessin una demarcació autònoma. En no poder formar-se una vicaria, es creà una visitadoria, que presidí el p. Ambròs; El 1906 tornà a Barcelona i durant la Setmana Tràgica de 1909 es refugià a Mataró a casa del seu germà. El mateix 1909 en finalitzar el seu càrrec d'Assistent Provincial va ser nomenat rector del nou col·legi de Caldes de Montbui. Durant el temps que estigué en aquell càrrec es va construir l'edifici de les aules i l'església. Organitzà l'escola segons la tradició escolàpia, és a dir, amb tres classes de primària graduades i la de comerç. També hi va obrir classes nocturnes per obrers. Els mètodes seguits responien a la renovació per a la que el mateix pare Ambròs venia treballant amb la publicació de llibres escolars. L'escola es prestigià ràpidament entre la població. Dirigí aquesta casa deu anys i s'hi quedà fins al final de la seva vida.
Fou mestre de notables qualitats, que a finals del segle xix inicià la publicació de llibres escolars de primària sobre geografia i història, contribuint a la millora de l'ensenyament. Són llibres graduats (corresponen als tres nivells o classes), amb una acurada impressió i portada modernista, amb preguntes i respostes fàcils de memoritzar. S'han imprès repetidament.

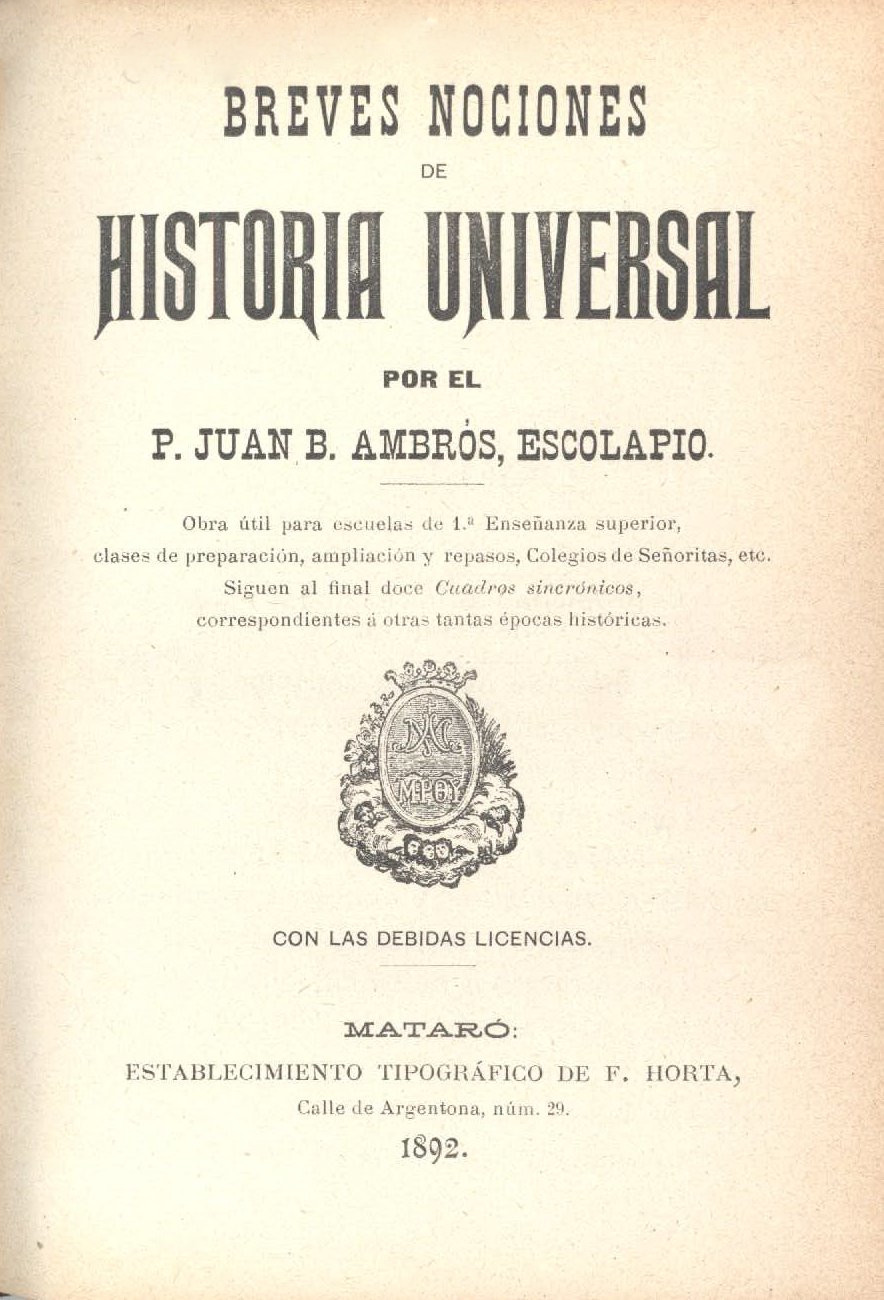
Portada del llibre Breves Nociones de Historia Universal, de Joan Baptista Ambròs, publicat a Mataró el 1892

## Obres
D'aquests títols se'n van publicar diverses edicions. La majoria es poden trobar a l'Arxiu Provincial de l'Escola Pia de Catalunya.
- Geografía para los alumnos de 1ª enseñanza; primera parte: Descripción de Cataluña y España. Barcelona : Librería Luis Niubó, 1892.
- Geografía para los alumnos de 1ª enseñanza, segunda parte: Nociones de geografía física y política y descripción geográfica de Europa, Asia, Africa, América y Oceanía.: Barcelona: Llibreria Lluís Niubò, 1886.
- Geografía para los alumnos de 1ª enseñanza; tercera parte: Geografía astronómica y complemento de las nociones de geografía física. Barcelona: Librería Lluís Niubò, 1886.
- Geografía física, política y astronómica para los alumnos de primera enseñanza. Barcelona: Libreria Francisco Ribalta, 1898. (Inclou les tres parts anteriorment publicades per separat)
- Apuntes de historia de España. Mataró: Establecimiento Tipográfico de F. Horta, 1894.
- Breves nociones de Historia de España. Obra útil para escuelas de 1a Enseñanza superior, clases de preparación, ampliación y repasos, Colegios de Señoritas, etc. Siguen al final doce Cuadros sinópticos correspondientes a otras tantas épocas històricas. Mataró: Establecimiento Tipográfico de F. Horta, 1892.
- Breves nociones de historia universal. Obra útil para escuelas de primera enseñanza superior, clases de preparación, ampliación y repasos, Colegios de Señoritas, etc. Siguen al final doce Cuadros sincrónicos, correspondientes a otras tantas épocas históricas. Mataró: Establecimiento Tipográfico de F. Horta, 1892.
- Nociones de Historia de España según el sistema cíclico para los alumnos de primera enseñanza elemental incompleta. Primer grado. Barcelona : Establecimeinto Tipográfico de Mariano Galve, 1902.
- Elementos de Geografia según el sistema cíclico. Para alumnos de enseñanza elemental. Primer Grado. Barcelona: Imprenta Elzeveriana-Borrás, Mestres i Cia., 1904
- Elementos de Geografia según el sistema cíclico. Para alumnos de enseñanza elemental. Segundo Grado. Barcelona: Imprenta Elzeveriana-Borrás, Mestres i Cia., 1904
- Nociones de Geografía Según el Método Cíclico. Grado I. Barcelona: Imprenta Elzeviriana-Borrás, Mestres y Cía., 1913.
- Nociones de Geografía Según el Método Cíclico. Grado II. Barcelona: Imprenta Elzeviriana-Borrás, Mestres y Cía., 1913.